# Новожилов, Сергей Анатольевич
Сергей Анатольевич Новожилов (род. 29 декабря 1937, Харьков, УССР, СССР)— артист Государственного концертно-филармонического учреждения «Петербург-концерт» города Санкт-Петербурга. Народный артист Российской Федерации (2004).

## Биография
Родился в Харькове 29 декабря 1937 года в семье иллюзиониста Анатолия Шага-Новожилова.
Вся жизнь этого человека посвящена художественному слову. С 1965 года работает в «Ленконцерте» — «Петербург-концерте». Его считают Главным церемонийместером Санкт-Петербурга и города-героя Ленинграда. На сцене стал работать в годы Великой Отечественной войны семилетним ребёнком с отцом перед солдатами 194 стрелкового полка на передовой и в госпиталях (читал стихи). За почти 50 лет работы гастролировал с концертами на всей территории СССР и многих зарубежных стран. Многие годы проводил торжественные церемонии на Пискарёвском мемориальном кладбище. Ведущий многих торжественных церемоний в Курортном районе Санкт-Петербурга.

## Награды
- Кавалерский крест ордена Заслуг перед Республикой Польша.
- Медаль ордена «За заслуги перед Отечеством» I степени (3 мая 2018 года) — за большой вклад в развитие отечественной культуры и искусства, многолетнюю плодотворную деятельность[2].
- Медаль ордена «За заслуги перед Отечеством» II степени (8 мая 1997 года) — за многолетнюю плодотворную работу по патриотическому воспитанию молодёжи и укреплению дружбы между народами[3].
- Народный артист Российской Федерации (15 января 2004 года) — за большие заслуги в области искусства[4].
- Заслуженный артист РСФСР (1988).